# Farkaspetőfalva
Farkaspetőfalva (szlovákul: Vlkanová) község Szlovákiában, a Besztercebányai kerületben, a Besztercebányai járásban. Farkasfalva és Petőfalva egyesítésével jött létre.

## Fekvése
Besztercebányától 8 km-re délre, a Garam bal partján fekszik.

## Története

### Farkasfalva
1294-ben említik először, de a falu maga valószínűleg a 14. század első felében keletkezett.
A 18. század végén Vályi András így ír róla: „FARKASFALVA. Vlkanova. Tót falu Zólyom Vármegyében, földes Urai Bohus, és más Urak, lakosai katolikusok, fekszik Badin mellett, Zólyomhoz fél mértföldnyire. Ámbar földgyének 2/3. része sovány, határja hegyes, és kősziklás, ’s nehezen míveltetik, káposztás, és kender földgyeit Garam vize néha elönti; de mivel legelője elég, földgyének egy negyede termékeny, a’ hol határja is síkos, az Uraságtól fája épűletre, és tűzre, Zólyomban pénzel, és szekerrel is pénzt kereshetnek, ’s vagyonnyaikat jól eladhattyák, és a’ községnek két kaszásra való réttyei is van, első Osztálybéli.”
1828-ban 30 házában 233 lakosa volt. Lakói mezőgazdasággal, kézművességgel foglalkoztak. A 19. század elején uradalmi malom működött a területén.
Fényes Elek 1851-ben kiadott geográfiai szótárában így ír a faluról: „Farkasfalva, tót falu, Zólyom vármegyében, a Garam bal partján, Zólyomhoz éjszakra 1 1/2 órányira: 96 kath., 137 evang. lak. Határa a jobbak közül való s szép káposztát, gabonát terem. F. u. többen.”
A trianoni diktátumig területe Zólyom vármegye Besztercebányai járásához tartozott.

### Petőfalva
A 18. század végén Vályi András így ír róla: „Alsó, és Felső Petőfalva, vagy Petőfölde, Illyésfalvának is hívják. Tót falu Zólyom Vármegyében, földes Urai Gerhárd, és Bohus Uraságok, lakosai katolikusok, és másfélék is, fekszik Badinhoz közel, mellynek filiája, határja jól termő, vagyonnyai külömbfélék, második osztálybéli.”
Fényes Elek 1851-ben kiadott geográfiai szótárában így ír a faluról: „Petőfalva (Petyova), tót falu, Zólyom vgyében, a Garan bal partján: 42 kath., 153 evang. lak., s igen jó határral. F. u. többen. Ut. p. Beszterczebánya.”
A trianoni diktátumig területe Zólyom vármegye Besztercebányai járásához tartozott.

### Farkaspetőfalva
Az 1. világháború után egyesítették Farkasfalvát Petőfalvával. 1920-ban már az összevont néven szerepel (Vlkanova Pet'ova), ami 1927-ben változott a mai szlovák nevére.

## Népessége
| Év:            | 1994. | 2004.    | 2014. | 2024.   |
| -------------- | ----- | -------- | ----- | ------- |
| Emberek száma: | 815   | 1080     | 1296  | 1273    |
| Eltérés:       |       | +32,51 % | +20 % | -1,77 % |

| Év:            | 2023. | 2024.   |
| -------------- | ----- | ------- |
| Emberek száma: | 1276  | 1273    |
| Eltérés:       |       | -0,23 % |

1910-ben 380, túlnyomórészt szlovák lakosa volt.
2001-ben 851 lakosából 811 szlovák volt.
2011-ben 1231 lakosából 987 szlovák.

## Nevezetességei
- Reneszánsz kastélya a 17. században épült, ma szállodaként üzemel.

## Külső hivatkozások
- Travelatlas.sk
- Községinfó
- Farkaspetőfalva Szlovákia térképén
- E-obce.sk Archiválva 2008. február 7-i dátummal a Wayback Machine-ben